# تل کهنه زیردو
تل کهنه زیردو مربوط به دوران پیش از تاریخ ایران باستان است و در شهرستان نورآباد ممسنی، بخش رستم، روستای تل کهنه واقع شده و این اثر در تاریخ ۱۲ بهمن ۱۳۸۱ با شمارهٔ ثبت ۷۲۱۵ به‌عنوان یکی از آثار ملی ایران به ثبت رسیده است.